# Simyra niveonitens
Simyra niveonitens là một loài bướm đêm trong họ Noctuidae.